# Iptables
Az iptables olyan linux program, mely lehetővé teszi a TCP/IP hálózati csomagok továbbításának szabályozását. A csomagtovábbítást a linux kernel végzi, az iptables csak a továbbítási szabályokat adja meg a kernelnek. E szabályokkal ki lehet szűrni a nem kívánt hálózati forgalmat (tűzfal). Ha egy gépnek több hálózati csatolókártyája van, szabályozható az ezek közötti csomagtovábbítás (router).
Az iptables program az IPv4-es (a TCP/IP protokoll 4-es verziója), az ip6tables az IPv6-os továbbítási szabályokat közli a kernellel. A két program paraméterei azonosak.
Az iptables jellegzetessége a többi csomagszűrővel szemben, hogy képes nyilvántartani a gépek között felépült kapcsolatokat. Ha a kapcsolat felépült, és engedélyezzük a kapcsolatokon belüli csomagok automatikus továbbítását – szinte mindig ezt tesszük –, akkor azok szabályozásával már nem kell törődnünk.

## Táblák és láncok
A linux kernel hálózati csomagtovábbítási szabályait kétféleképpen lehet csoportosítani: funkció  és kézbesítési sorrend szerint. A funkciócsoportokat tábláknak, a kézbesítés sorrendje szerintieket láncoknak nevezzük.
A csomag a kézbesítés során többféle átalakuláson megy keresztül, vagyis a láncszemeket alkotó szabályok különböző táblákban vannak. Nem minden táblában van meg mindegyik lánc.
Tehát az iptables struktúrája: iptables -> Táblák -> Láncok -> Szabályok.

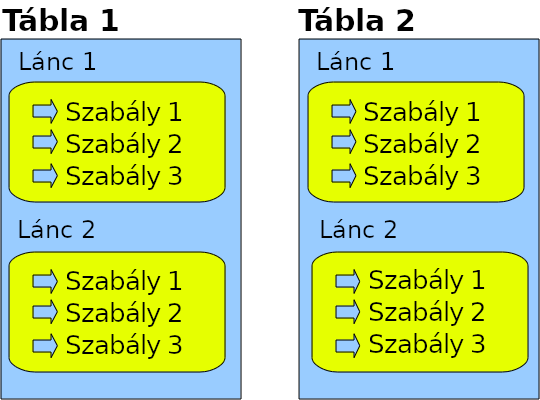
Linux iptables struktúra képi illusztrációval

### Táblák

#### filtertábla
A legfontosabb tábla. A csomag továbbítását engedélyező és tiltó szabályokat tartalmazza. A legtöbb esetben nincs is szükség a többi táblára. Egy munkaállomás, melynek csak egy hálókártyája van, általában csak a filter tábla INPUT láncát használja. Az OUTPUT és FORWARD láncnak általában nincsenek szabályaik, csak policy-juk, ami OUTPUT esetén ACCEPT, hogy az állomás bármelyik gépet elérhesse, a FORWARD láncé pedig DROP, hiszen egy állomás nem továbbít csomagot.
(Példa munkaállomás tűzfalra.)
Szűrésre mindhárom csomagtípusnál szükség van, ezért a filter táblában mindhárom fenti csomagtípusnak van láncszeme.

#### nattábla
A hálózati címfordítás szabályai. Címfordításra tipikusan akkor van szükség, ha egy (belső) hálózat egyetlen kijárattal rendelkezik az internet felé, amelyet több gép szeretne használni. Ehhez routert használunk, melynek egyik csatolókártyája az internethez, legalább egy másik a belső hálózathoz kapcsolódik.
A nat táblát a router használja. A belső hálóbeli gépek belső, az internetre nem továbbítható IP-címeket kapnak, melyeket a router átfordít a külső IP-címre (POSTROUTING lánc), és így továbbítja az internetre, az onnan jövő választ pedig visszafordítja a belső címre.
A másik, ritkább használat a fordított irány: az internet felől akarjuk elérni a belső hálózatot. A belső hálózat helyi IP-címei az interneten nem használhatók, ezért van szükség a címfordításra (PREROUTING lánc).

#### mangletábla
A táblabeli szabályok kisebb változtatást végezhetnek az TCP/IP csomagban (TOS(en), TTL, MARK, SECMARK, CONNSECMARK). A tábla ritkán, csak bonyolult tűzfalakban használatos.

#### rawtábla
A legritkábban használatos. Olyankor van rá szükség, ha az iptables (kernel) beépített kapcsolatfigyelése nem megfelelő.

### Láncok
A csomagtovábbítás szempontjából a csomagoknak három típusuk van:
- az adott gépből kezdeményezett (kimenő) csomag (OUTPUT lánc)
- a hálózatból a gépnek szánt (beérkező) csomag (INPUT lánc)
- hálózatról jövő, nem a gépnek szánt (továbbítandó) csomag (FORWARD lánc)

Van még két beépített lánc: a PREROUTING és a POSTROUTING, melyeknek a nat táblabeli szabályai használatosak, a többi láncszem ritkán. A tűzfal készítője saját láncokat is létrehozhat (lásd alább).
A fenti öt beépített láncnak minden táblában van default értéke (policy), melynek akkor van jelentősége, ha egyik szabály sem hajtódott végre a láncban (mert egyik végrehajtási feltétel sem teljesült, vagy nincs is szabály a láncban). Az érték ACCEPT vagy DROP lehet. Az első esetben a csomag továbbmehet, a második esetben a kernel egyszerűen eldobja, mintha be sem jött volna.
Saját láncokat másik (beépített vagy saját) láncból lehet hívni. Ha egyik szabály sem hajtódik benne végre, a lánc hívása utáni szabálytól folytatódik a szabályok végrehajtása. Olyasféleképpen használható, mint a programozásban az eljárás.

## A szabályok alakja
Minden szabály három részből áll, melyből az első rész kötelező, a másik kettő nem.
1. parancs (command): a szabály helyének megadása (tábla, lánc) és a végzendő művelet
2. feltétel (match)
3. célok (target/jump)

A szabályok sorrendben hajtódnak végre, amíg az egyik feltétel nem teljesül. Ebből következik, hogy a speciális feltétel mindig meg kell előzze az általánosabbat (pl. egy konkrét IP-cím az IP-cím tartományt), egyébként a speciális feltételt tartalmazó szabály sohasem hajtódik végre.

### Parancsok
A parancs megadja a szabály helyét (láncszemét) és a műveletet. A tábla kapcsolóval adható meg, a -t FILTER az alapértelmezett és elhagyható. A legtöbb művelet után a lánc nevét is meg kell adni, de van néhány kivétel.
A műveletek egybetűsek, melyeket kötőjel előz meg. A legfontosabbak:
- -F: minden szabályt töröl a láncból, ha a lánc elmarad, a tábla összes láncából
- -L: kilistázza a szabályokat, ha a lánc elmarad, az INPUT láncét.
- -P: megadja a beépített lánc policy-ját
- -N: saját láncot hoz létre
- -X: töröl egy saját láncot
- -A: a leggyakoribb parancs. A szabályt a lánc végére szúrja be
- -I: a szabályt a lánc elejére szúrja be

Példa: a FILTER tábla INPUT láncának szabályai:
```
iptables
 
-L
 
-n

```

A -n kapcsoló azt kéri, hogy az iptables ne próbálja az IP-címeket és portokat nevekké alakítani (az előbbit a DNS, az utóbbit a /etc/services fájl segítségével).

### Feltételek
A szabály egy vagy több feltételt tartalmazhat, utóbbi esetben a feltételek ÉS kapcsolatban állnak egymással. A feltétel ellenkezőjét az elé írt ! jelzi.
A leggyakrabban használt feltételek:
- -s IP-cím: a küldő IP-címe
- -d IP-cím: a címzett IP-címe
- --sport port: küldő port
- --dport port: a címzett portja
- -i csatoló: a csomagot fogadó kártya (pl. eth0). lo a loopback csatoló.[3]
- -o csatoló: a csomagot kiküldő kártya
- -p protokoll: pl. tcp, udp, icmp

Bizonyos feltételekhez be kell tölteni egy kernel modult a -m modul kapcsolóval; e nélkül a kernel nem érti a feltételt. Néhány példa:
| Modul     | Feltétel                                                              | Példa |
| --------- | --------------------------------------------------------------------- | --- |
| pkttype   | --pkt-type csomagtípus                                                | pl.: BROADCAST, MULTICAST, UNICAST, LOCAL |
| state     | --state kapcsolat-állapot                                             | NEW = most kezdeményezett ESTABLISHED = már létrejött INVALID = nem létező kapcsolathoz tartozó csomag RELATED = korábban engedélyezett kapcsolathoz tartozó |
| conntrack | --ctstate kapcsolat-állapot                                           | NEW = most kezdeményezett ESTABLISHED = már létrejött INVALID = nem létező kapcsolathoz tartozó csomag RELATED = korábban engedélyezett kapcsolathoz tartozó |
| iprange   | --src-range --dst-range                                               | két kötőjellel elválasztott IP-cím, pl.: 192.168.1.2-192.168.1.254                                                                                           |
| multiport | --port portlista --source-port portlista --destination-port portlista | pl. -p tcp -m multiport --port 80,443 |

A kernelmodul fájlneve /lib/modules/kernel-verzió/kernel/net/netfilter/xt_modul.ko.

### Célok
A csomagcél megadását a -j kapcsoló jelzi. A legfontosabb értékek:
- ACCEPT: a csomagot a szabály elfogadja, a lánc feldolgozása befejeződik.
- DROP: a csomagot a szabály eldobja (mintha be sem jött volna), a csomag feldolgozása befejeződik.
- REJECT: a csomagot a szabály eldobja, és erről ICMP üzenetben értesíti a feladót. A csomag feldolgozása befejeződik.
- LOG: a csomagot a kernel a normál kernel logoláson keresztül logolja. A --log-level kapcsolóval a logolási szint[5] adható meg, a --log-prefix-szel a logba (a dátum után) írhatunk szöveget. A szabályok végrehajtása a többi céllal ellentétben folytatódik.

Pl. a
```
iptables
 
-A
 
INPUT
 
-j
 
LOG
 
--log-prefix
 
"IPTABLES_input "
 
--log-level
 
debug

```

szabály hatására a következő sor kerülhet a /var/log/debug logfájlba (az olvashatóság érdekében három sorra vágva):
```
Nov  7 08:55:21 gylap kernel: [ 1888.333958] IPTABLES_input IN=eth0 OUT= MAC=d4:be:d9:53:23:85:f8:d1:11:3b:ab:1c:08:00 
         SRC=216.58.209.163 DST=192.168.1.11 LEN=40 TOS=0x00 PREC=0x00 TTL=57 ID=3457 PROTO=TCP SPT=443 DPT=57184 
         WINDOW=0 RES=0x00 RST URGP=0 

```

Ez a lehetőség nagyon jó a betörési kísérletek felderítésére és a szabályok tesztelésére is.
A -j kapcsoló után saját lánc neve is írható. A lánc csak akkor hajtódik végre, ha a láncot hívó szabály feltétele teljesül, így a feltételt nem kell megadni a lánc minden szabályában.

## Példa: a tűzfalszabályok törlése
```
iptables
 
-P
 
INPUT
 
ACCEPT
   
# minden bejovo csomagot engedunk

iptables
 
-P
 
OUTPUT
 
ACCEPT
  
# minden kimeno csomagot engedunk

iptables
 
-F
                
# torlunk minden szabalyt

iptables
 
-X
                
# torlunk minden sajat lancot

iptables
 
-Z
                
# torlunk minden szamlalot

iptables
 
-P
 
FORWARD
 
DROP
   
# a csomagtovabbitast tiltjuk

ip6tables
 
-P
 
INPUT
 
DROP
    
# az ipv6 bejovo csomagokat tiltjuk

ip6tables
 
-P
 
OUTPUT
 
DROP
   
# az ipv6 kimeno csomagokat tiltjuk

```

## Példa munkaállomás tűzfalra
A munkaállomás bárhová kezdeményezhet kapcsolatot, kívülről jövő kapcsolatot nem szolgál ki, kivéve a belső hálóból jövő ssh-t. Előtte a korábbi szabályokat törölni kell (előző példa).
```
iptables
 
-A
 
INPUT
  
-i
 
lo
 
-j
 
ACCEPT
     
# gepen beluli kommunikaciot engedjuk

iptables
 
-A
 
OUTPUT
 
-o
 
lo
 
-j
 
ACCEPT
     
# gepen beluli kommunikaciot engedjuk

iptables
 
-A
 
OUTPUT
 
-j
 
ACCEPT
           
# mindent kiengedunk

iptables
 
-N
 
admin
                      
# sajat lanc ssh-nak

# INPUT lanc

iptables
 
-A
 
INPUT
 
-m
 
pkttype
 
--pkt-type
 
mcast
 
-j
 
DROP
            
# a munkaallomas nem hasznal multicastot

iptables
 
-A
 
INPUT
 
-m
 
conntrack
 
--ctstate
 
INVALID
 
-j
 
DROP
         
# a megszunt kapcsolathoz tartozo csomagot eldobjuk

iptables
 
-A
 
INPUT
 
-m
 
conntrack
 
--ctstate
 
ESTABLISHED,RELATED
 
-j
 
ACCEPT
   
# a mar letrejott kapcsolatok csomagjai bejohetnek

iptables
 
-P
 
INPUT
 
DROP
                 
# ha egy csomag beengedesere nincs szabaly, eldobjuk

iptables
 
-A
 
INPUT
 
-p
 
icmp
 
--icmp_type
 
echo_request
   
-j
 
ACCEPT
   
# ping

iptables
 
-A
 
INPUT
 
-p
 
tcp
 
--dport
 
ssh
 
-j
 
admin
                    
# az ssh-t csak bizonyos gepekrol fogadjuk

iptables
 
-A
 
INPUT
 
-j
 
LOG
 
--log-prefix
 
"IPTABLES_input "
 
--log-level
 
debug
       
# logoljuk a probalkozasokat

# admin lanc

iptables
 
-A
 
admin
 
-p
 
tcp
 
-m
 
iprange
 
--src-range
 
192
.168.1.2-192.168.1.254
 
-j
 
ACCEPT
    
# az ssh-t csak helyi halobol engedjuk

iptables
 
-A
 
admin
 
-j
 
LOG
 
--log-prefix
 
"IPTABLES_admin "
 
--log-level
 
debug
       
# logoljuk a probalkozasokat

iptables
 
-A
 
admin
 
-s
 
0
/0
 
-j
 
DROP
                                 
# eldobjuk a csomagot, amire nincs beengedo szabaly

```

A harmadik sor minden kimenetet elfogad, a második csak a gépen belülit. Így a második szabály felesleges, hiszen az OUTPUT láncot (egyelőre) sehol nem korlátoztuk.

## Példa: NAT-oló tűzfal
Feltételezzük, hogy az eth0 csatoló az internethez, az eth1 a belső hálóhoz kapcsolódik.
```
iptables
 
-A
 
FORWARD
 
-m
 
conntrack
 
--ctstate
 
INVALID
 
-j
 
DROP
       
# a megszunt kapcsolathoz tartozo csomagot eldobjuk

iptables
 
-A
 
FORWARD
 
-m
 
conntrack
 
--ctstate
 
ESTABLISHED,RELATED
 
-j
 
ACCEPT
   
# a mar letrejott kapcsolatok csomagjait engedjuk

iptables
 
-A
 
FORWARD
 
-i
 
eth1
 
-o
 
eth0
 
-j
 
ACCEPT
                    
# a belso halobol mindenki kimehet

iptables
 
-t
 
nat
 
-A
 
POSTROUTING
 
-o
 
eth0
 
-j
 
MASQUERADE
             
# MASQUERADE a kimeno csatolo elsodleges cimen NAT-ol

```

## Kapcsolódó lapok
- Tűzfal
- Útválasztó
- Internetprotokoll
- IPv4
- IPv6
- IP-cím
- Csomagszűrés
- TCP/IP
- Linux kernel